# Nieuwkoop

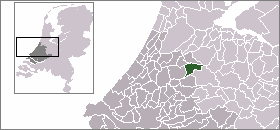
position i Zuid-Holland

Nieuwkoop är en kommun i provinsen Zuid-Holland i Nederländerna. Kommunens totala area är 38,50 km² (där 8,69 km² är vatten) och invånarantalet är på 11 092 invånare (2004).